# Ваулино (Ярославская область)
Ваулино — деревня в Большесельском сельском поселении Большесельского района Ярославской области.
Деревня Ваулина указана на плане Генерального межевания Рыбинского уезда 1798 года.

## Население
По данным статистического сборника «Сельские населенные пункты Ярославской области на 1 января 2007 года», в деревне Ваулино проживает 29 человек.

## География
Деревня расположена в центральной части района, на расстоянии около 4 км к северо-востоку от Большого села. Она стоит на удалении около 1 км к востоку от дороги, ведущей от Большого села через станцию Лом к федеральной трассе Р151 Ярославль—Рыбинск. Непосредственно на дороге стоит деревня Рукавово. Через Ваулино и Рукавово протекает небольшой ручей, левый приток реки Курбица. К северо-востоку от Ваулино, на расстоянии около 1 км на одном поле стоит деревня Ветрово.